# Тигрова гъба
Тигровата гъба (Tricholoma pardinum) е вид отровна, базидиева гъба от род Tricholomaа. Двойник е на Саждивата гъба (Tricholoma terreum).

## Описание
Шапката ѝ е с диаметър около 6-10 cm, със суха и гладка повърхност. Ръбът е първоначално подвид навътре, а по-късно изправен, слабо вълнообразен и често насечен. Пънчето е плътно и твърдо, задебелено в долния край, с размери 3-8 × 2-3,5 cm.

## Разпространение и местообитание
Широко е разпространена в Северна Америка, Европа и някои части на Азия. Среща се в широколистни, иглолистни и смесени гори, в планински райони, от края на лятото до края на есента.